# Moukhtar
Ne doit pas être confondu avec Maktar ou Mokhtar.
Pour les articles homonymes, voir Moukhtar (homonymie).
 (mai 2025).
Le moukhtar ou mukhtar (en turc muhtar) est, dans les pays d'Asie centrale et du Moyen-Orient, celui qui dirige un village ou un quartier, sorte d'équivalent du maire.
Il le devient par sa sagesse et son âge. Des élections peuvent avoir lieu pour le désigner. Ses tâches consistent à gérer les différents problèmes de la vie d’un village ou d’un quartier : régler les conflits entre les habitants, assurer le calme et la sécurité, les bonnes mœurs, s'occuper de l'état-civil, etc. Il connaît les habitants personnellement et se mêle aussi de leurs vies privées. Dans les quartiers de plus de 1 000 maisons, il peut y avoir deux mukhtars.

## En Turquie
Ils font entièrement partie de la tradition turque, existant depuis deux cents ans. En Turquie, le rôle du mukhtar est institutionnalisé depuis 1944 : des élections ont lieu pour le désigner, et le village ou le quartier représentent la plus petite division administrative de Turquie. Il gère l'état-civil. C'est à lui de délivrer les copies de certificat de naissance, de carte d'identité, etc.
Le mukhtar de village a obligation de s’occuper de la santé publique, de l’éducation primaire, de la sécurité, etc.
Outre leurs tâches obligatoires, les mukhtars doivent satisfaire aux requêtes de leurs habitants.

## Les mukhtars dans la culture
Ceux-ci sont très présents dans les feuilletons syriens à succès relatant la vie à Damas durant les années 1910 à 1930, notamment dans le feuilleton syrien le plus regardé : Bab al-Hara.